# パンチライン (映画)
『パンチライン』（原題：Punchline）は、1988年のアメリカ映画。
日本では劇場公開されずビデオスルーとなった。

## あらすじ
身近な人達を笑わせることが大好きなニュージャージーの専業主婦ライラは、地元のコメディ・クラブ「ガス・ステーション」で、スタンダップ・コメディアン（漫談家）を目指す仲間たちと腕を競い合うようになった。ピカイチの出演者はスティーブンという若者だったが、彼は、大学の医学部の授業を親に内緒で放り出し、住む場所にも困りつつ、漫談に人生を賭けていた。
陳腐なネタで客に「オチ」を読まれたライラは、10歳年下のスティーブンに教えを乞おうと付きまとい、二人の間には仄かな恋心が芽生えていった。三人の幼い子持ちのライラは、漫談に熱中する余り家事や子育てが疎かとなり、夫との間もギクシャクしていたのだ。
「ガス・ステーション」でテレビ局のオーディションが開かれることになった。優勝者にはテレビ出演のチャンスが与えられるという。勝者になるのはライラか？スティーブンか？　運命の日、ショーが続く中、夫の優しさに触れたライラは、自分が真に求めていたものに気づくのだった。

## キャスト
- ライラ・クリトジック -  サリー・フィールド
- スティーブン・ゴールド - トム・ハンクス
- ジョン・クリトジック - ジョン・グッドマン
- ロメオ - マーク・ライデル
- マデリーン- キム・グライスト
- アーノルド - ポール・マザースキー
- キャリー - キャンディス・キャメロン

## スタッフ
- 監督：デヴィッド・セルツァー
- 脚本：デヴィッド・セルツァー
- 撮影：レイナルド・ヴィラロボス

## 挿入曲
- スイングしなけりゃ意味がない
- 剣の舞

## 受賞
- 1988年 ロサンゼルス映画批評家協会賞 男優賞（トム・ハンクス）